# Karlov (Josefův Důl)
Karlov je vesnice a část obce Josefův Důl v okrese Jablonec nad Nisou. Nachází se asi 1,5 kilometru jihozápadně od Josefova Dolu. Karlov leží v katastrálním území Karlov u Josefova Dolu o rozloze 4,15 km².
Protéká tudy Tichá říčka.

## Historie
První písemná zmínka o obci pochází z roku 1701. V čísle popisném 346 se narodil 30. června 1921 malíř Klemens Siebeneichler.

## Obyvatelstvo
| Rok            | 1869 | 1880 | 1890 | 1900 | 1910 | 1921 | 1930 | 1950 | 1961 | 1970 | 1980 | 1991 | 2001 | 2011 | 2021 |
| -------------- | ---- | ---- | ---- | ---- | ---- | ---- | ---- | ---- | ---- | ---- | ---- | ---- | ---- | ---- | ---- |
| Počet obyvatel | 333  | 280  | 317  | 341  | 340  | 270  | 301  | 58   | 29   | 37   | 29   | 20   | 13   | 16   | 44   |
| Počet domů     | 48   | 46   | 55   | 61   | 62   | 66   | 71   | 60   | 60   | 14   | 9    | 21   | 11   | 11   | 11   |

## Pamětihodnosti
- Kaple Navštívení Panny Marie se studánkou
- Vrch Slovanka (819 m) s rozhlednou
- Karlovský hřbitov
- Hájovna